# 2011 في بلغاريا
فيما يلي قوائم الأحداث التي وقعت خلال عام 2011 في بلغاريا.

## سياسة

### انتهاء فترة المنصب
- 9 سبتمبر – روسن بليفنلييف Ministry of Regional Development and Public Works  [لغات أخرى]‏.

## رياضة
- 26 يونيو – الدوري البلغاري الممتاز 2010-11 الفائز نادي ليتكس لوفتش.

## وفيات

### يناير
- 25 يناير – كيريل ميلانوف (مواليد 1948) لاعب كرة قدم بلغاري.

### أكتوبر
- 7 أكتوبر – جورج بيكر (مواليد 1931)